# 海事局
海事局（かいじきょく）は、国土交通省の内部部局の一つ。

## 職務
海事関連事業を所管。運送事業、造船業の所管、船舶の登録、船舶検査、ポートステートコントロール、騒音・環境対策、海技従事者養成、小型船舶操縦士の資格制度、海運事業者の安全管制体制など。業務中には内航水運も含む。また競艇事業も所管している。

## 沿革
- 1872年（明治5年）5月 大蔵省駅逓寮に船舶課を設置。
- 1873年（明治6年）11月10日 新設された内務省に管船行政を移管し同省駅逓寮に船舶課を設置。
- 1875年（明治8年）10月1日 駅逓寮管船課に改称。
- 1877年（明治10年）1月11日 駅逓局管船課に改称。
- 1881年（明治14年）4月7日 新設された農商務省に管船行政を移管し同省商務局に管船課を設置。
- 1882年（明治15年）4月7日 農商務省の内部部局として管船局を設置。
- 1885年（明治18年）12月22日 新設された逓信省に管船行政を移管し同省の内部部局として管船局を設置。
- 1941年（昭和16年）12月19日 管船局と灯台局を統合し、逓信省の外局として海務院を設置。院内に長官官房と総務部・運航部・船舶部・船員部・航路部の5部を置く。
- 1943年（昭和18年）11月1日 新設された運輸通信省に管海行政を移管し同省の内部部局として海運総局を設置。総局内に長官官房と総務局・海運局・船舶局・船員局の4局を置く。
- 1944年（昭和19年）2月14日 運輸通信省外局の灯台局（再設置）に航路標識業務を移管。
- 1945年（昭和20年）5月19日 運輸省設置により同省の内部部局となる。
- 1946年（昭和21年）
  - 2月1日 港湾局を傘下に加え5局体制となる。
  - 7月1日 総局内に不法入国船舶監視本部を設置。
- 1948年（昭和23年）
  - 1月1日 内閣第二復員局から掃海業務を移管し総局内に掃海管船部を設置。
  - 5月1日 不法入国船舶監視本部・掃海管船部等を統合し運輸省の外局として海上保安庁を設置。
- 1949年（昭和24年）6月1日 運輸省の機構再編により海運総局を廃止。総務局を廃止したうえで、海運局・船舶局・船員局・港湾局は独立した内部部局となる。
- 1984年（昭和59年）7月1日 運輸省の機構再編により海運局・船舶局・船員局を廃止。海事行政は国際運輸・観光局、地域交通局、貨物流通局、海上技術安全局が分散担当する。
- 1991年（平成3年）7月1日 運輸省の機構再編により交通モード別の局制が復活。海上交通局を設置。
- 2001年（平成13年）1月6日 海上交通局と海上技術安全局を統合し、国土交通省の内部部局として海事局を設置。

## 組織
- 局長
- 次長
- 総務課
  - 企画室
  - 海洋教育・海事振興企画室
  - モーターボート競争監督室
  - 外国船舶監督業務調整室
  - 企画調整官
  - 業務監理室
  - 国際協力調整官
  - 国際企画調整官
  - 海技試験官
    - 首席海技試験官
    - 次席海技試験官
- 安全政策課
  - 安全監理室
  - 船舶安全基準室
  - 自動運転戦略官
  - 首席運航労務官
  - 油濁保障対策官
- 海洋・環境政策課
  - 環境渉外室
  - 技術企画室
  - 海洋開発企画調整官
  - 環境政策調整官
  - 脱炭素化推進官
  - シップ・リサイクル対策調整官
  - 内航海運技術革新推進官
- 船員政策課
  - 労働環境技術活用推進官
  - 雇用対策室
  - 国際業務調整官
  - 産業保健企画官
  - 労働環境対策室
- 外航課
  - 海運渉外室
  - 企画調整官
  - 国際海上輸送企画官
  - 外航海運事業調整官
  - 海賊対策調整官
- 内航課
  - 旅客航路活性化推進室
  - 企画調整官
  - 離島航路経営改善対策官
  - 内航海運効率化対策官
- 船舶産業課
  - 国際業務室
  - 舟艇室
  - 船舶産業基盤整備推進官
  - 人材政策企画官
  - 船舶産業技術活用推進官
  - 船舶流通推進官
- 検査測度課
  - 危険物輸送対策室
  - 検査監督・登録測度室
  - 船舶検査官
    - 統括船舶検査官

  - 船級教会業務調整官
- 海技課
  - 船員教育室
  - 海技企画官
  - 小型船舶対策官
  - 水先業務調整官
- 安全技術調査官

## 局長
| 代                     | 氏名             | 在任期間                        | 前職                                           | 後職                                 |
| 農商務省管船局長       | 農商務省管船局長 | 農商務省管船局長                | 農商務省管船局長                               | 農商務省管船局長                     |
| ---------------------- | ---------------- | ------------------------------- | ---------------------------------------------- | ------------------------------------ |
| 1                      | 塚原周造         | 1882年4月7日 - 1885年12月22日   | 農商務省商務局管船課長                         | 逓信省管船局長                       |
| 逓信省管船局長         |                  |                                 |                                                |                                      |
| 1                      | 塚原周造         | 1885年12月22日 - 1893年3月22日  | 農商務省管船局長                               | 非職                                 |
| 2                      | 佐藤秀顕         | 1893年3月22日 - 1899年4月8日    | 逓信大臣秘書官                                 | 辞職                                 |
|                        | （古市公威）     | 1899年4月8日 - 1899年5月8日     | （逓信次官による心得）                         | （逓信次官による心得）               |
| 3                      | 山縣伊三郎       | 1899年5月8日 - 1901年7月5日     | 三重県知事                                     | 内務省地方局長                       |
|                        | （浅田徳則）     | 1901年7月5日 - 1901年7月31日    | （逓信総務長官による心得）                     | （逓信総局長官による心得）           |
| 4                      | 内田嘉吉         | 1901年7月31日 - 1910年8月22日   | 逓信大臣秘書官兼逓信省総務局人事課長           | 台湾総督府民政長官                   |
|                        | （湯河元臣）     | 1910年8月22日 - 1910年9月3日    | （逓信省大臣官房参事官による心得）             | （逓信省大臣官房参事官による心得）   |
| 5                      | 湯河元臣         | 1910年9月3日 - 1914年11月20日   | 逓信省大臣官房参事官                           | 逓信次官                             |
|                        | （欠員）         | 1914年11月20日 - 1914年11月25日 |                                                |                                      |
| 6                      | 若宮貞夫         | 1914年11月25日 - 1922年6月14日  | 北部逓信局長                                   | 逓信次官                             |
|                        | （欠員）         | 1922年6月14日 - 1922年6月17日   |                                                |                                      |
| 7                      | 宮崎清則         | 1922年6月17日 - 1930年5月23日   | 逓信大臣秘書官兼逓信省大臣官房秘書課長         | 辞職                                 |
| 8                      | 広幡忠隆         | 1930年5月23日 - 1932年9月17日   | 灯台局長                                       | 皇后宮大夫兼侍従次長                 |
| 9                      | 浅野平二         | 1932年9月17日 - 1935年7月2日    | 逓信省電気局長                                 | 辞職                                 |
| 10                     | 小野猛           | 1935年7月2日 - 1938年1月11日    | 熊本逓信局長                                   | 逓信次官                             |
| 11                     | 伊勢谷次郎       | 1938年1月11日 - 1941年1月16日   | 簡易保険局長                                   | 貯金局長                             |
| 12                     | 尾関将玄         | 1941年1月16日 - 1941年10月29日  | 大阪税関長                                     | 辞職                                 |
| 13                     | 安田丈助         | 1941年10月29日 - 1941年12月19日 | 逓信省電務局長                                 | 海務院次長                           |
| 海務院長官             |                  |                                 |                                                |                                      |
| 1                      | 原清海軍中将     | 1941年12月19日 - 1942年7月14日  | 軍令部出仕                                     | 辞職（第二遣支艦隊司令長官）         |
| 2                      | 松木益吉海軍中将 | 1942年7月14日 - 1943年10月1日   | 海軍艦政本部第一部長                           | 辞職（海南警備府司令長官）           |
| 3                      | 妹尾知之海軍中将 | 1943年10月1日 - 1943年11月1日   | 光海軍工廠長                                   | 運輸通信省海運総局長官               |
| 運輸通信省海運総局長官 |                  |                                 |                                                |                                      |
| 1                      | 妹尾知之海軍中将 | 1943年11月1日 - 1944年10月21日  | 海務院長官                                     | 辞職（軍令部出仕）                   |
| 2                      | 小野猛           | 1944年10月21日 - 1945年5月19日  | 前社団法人電気協会会長                         | 運輸省海運総局長官                   |
| 運輸省海運総局長官     |                  |                                 |                                                |                                      |
| 1                      | 小野猛           | 1945年5月19日 - 1945年6月10日   | 運輸通信省海運総局長官                         | 辞職                                 |
|                        | （長崎惣之助）   | 1945年6月10日 - 1945年8月25日   | （運輸次官による事務取扱）                     | （運輸次官による事務取扱）           |
| 2                      | 福原敬次         | 1945年8月25日 - 1946年2月1日    | 運輸省海運総局海運局長                         | 辞職                                 |
| 3                      | 有田喜一         | 1946年2月1日 - 1948年3月15日    | 運輸省海運総局海運局長                         | 内閣官房次長                         |
|                        | （欠員）         | 1948年3月15日 - 1948年3月20日   |                                                |                                      |
| 4                      | 秋山龍           | 1948年3月20日 - 1949年6月1日    | 運輸省海運総局海運局長                         | 運輸事務次官                         |
| 国土交通省海事局長     |                  |                                 |                                                |                                      |
| 1                      | 谷野龍一郎       | 2001年1月6日 - 2001年7月6日     | 運輸省海上技術安全局長                         | 国土交通省技術総括審議官             |
| 2                      | 安富正文         | 2001年7月6日 - 2002年7月16日    | 国土交通省鉄道局長                             | 国土交通省大臣官房長                 |
| 3                      | 徳留健二         | 2002年7月16日 - 2003年8月1日    | 国土交通省政策統括官                           | 辞職                                 |
| 4                      | 鷲頭誠           | 2003年8月1日 - 2004年7月1日     | 国土交通省政策統括官                           | 国土交通省大臣官房総合観光政策審議官 |
| 5                      | 矢部哲           | 2004年7月1日 - 2005年8月2日     | 国土交通省政策統括官                           | 国土交通省大臣官房技術総括審議官     |
| 6                      | 星野茂夫         | 2005年8月2日 - 2006年7月11日    | 国土交通省海事局次長                           | 辞職                                 |
| 7                      | 冨士原康一       | 2006年7月11日 - 2007年7月10日   | 国土交通省海事局次長                           | 辞職                                 |
| 8                      | 春成誠           | 2007年7月10日 - 2008年7月4日    | 国土交通省海事局次長                           | 辞職                                 |
| 9                      | 伊藤茂           | 2008年7月4日 - 2009年7月24日    | 国土交通省政策統括官                           | 辞職                                 |
| 10                     | 小野芳清         | 2009年7月24日 - 2010年8月10日   | 気象庁次長                                     | 内閣官房総合海洋政策本部事務局長     |
| 11                     | 井手憲文         | 2010年8月10日 - 2012年1月1日    | 内閣官房総合海洋政策本部事務局長               | 国土交通省大臣官房付                 |
| 12                     | 森雅人           | 2012年1月1日 - 2013年7月31日    | 国土交通省大臣官房危機管理・運輸安全政策審議官 | 日本小型船舶検査機構理事             |
| 13                     | 森重俊也         | 2013年7月31日 - 2015年7月31日   | 国土交通省大臣官房総括審議官                   | 国土交通審議官                       |
| 14                     | 坂下広朗         | 2015年7月31日 - 2016年6月21日   | 国土交通省大臣官房技術審議官（海事局担当）     | 国土交通省大臣官房技術総括審議官     |
| 15                     | 羽尾一郎         | 2016年6月21日 - 2017年7月7日    | 国土交通省大臣官房物流審議官                   | 国土交通省大臣官房付                 |
| 16                     | 蒲生篤実         | 2017年7月7日 - 2018年7月31日    | 国土交通省大臣官房総括審議官                   | 国土交通省鉄道局長                   |
| 17                     | 水嶋智           | 2018年7月31日 - 2019年7月9日    | 観光庁次長                                     | 国土交通省鉄道局長                   |
| 18                     | 大坪新一郎       | 2019年7月9日 - 2021年7月1日     | 国土交通省海事局次長                           | 辞職                                 |
| 19                     | 髙橋一郎         | 2021年7月1日 - 2023年7月4日     | 観光庁次長                                     | 観光庁長官                           |
| 20                     | 海谷厚志         | 2023年7月4日 - 2024年7月1日     | 一般財団法人運輸総合研究所主席研究員           | 辞職                                 |
| 21                     | 宮武宜史         | 2024年7月1日 - 2025年7月1日     | 国土交通省海事局次長                           | 辞職                                 |
| 22                     | 新垣慶太         | 2025年7月1日 - 現職             | 新関西国際空港株式会社取締役副社長・大臣官房付 |                                      |